# Reuden
Reuden (official name: Reuden/Anhalt) là một đô thị thuộc huyện Anhalt-Bitterfeld, bang Saxony-Anhalt, Đức.